# Marghera
Marghera és una frazione de Venècia, Itàlia. Té una població d'uns 30.000 habitants.
Situada a la terra ferma veneciana representa l'apéndix meridional de la conurbació de Mestre. L'actual Municipalità de Marghera, instituïda el 2005, està constituïda de l'ex barri 13 (quartiere) Marghera-Catene (format al seu torn fins al 1997 pels barris 17 Marghera-Catene i 18 Malcontenta).
Oficialment el comune de Venècia no reconeix cap centre habitat amb aquest nom.

## Història

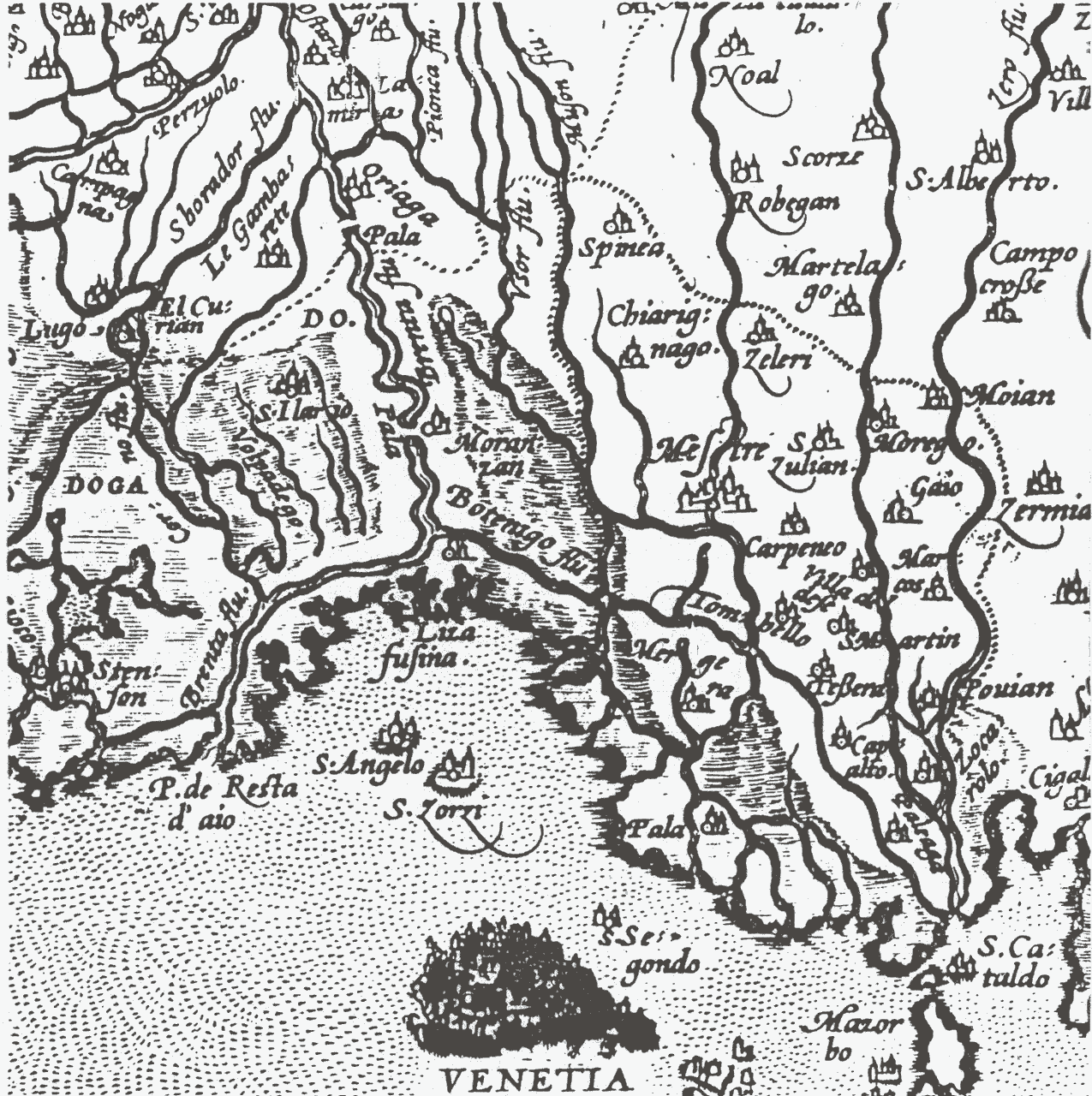
La zona de Marghera al segle XV

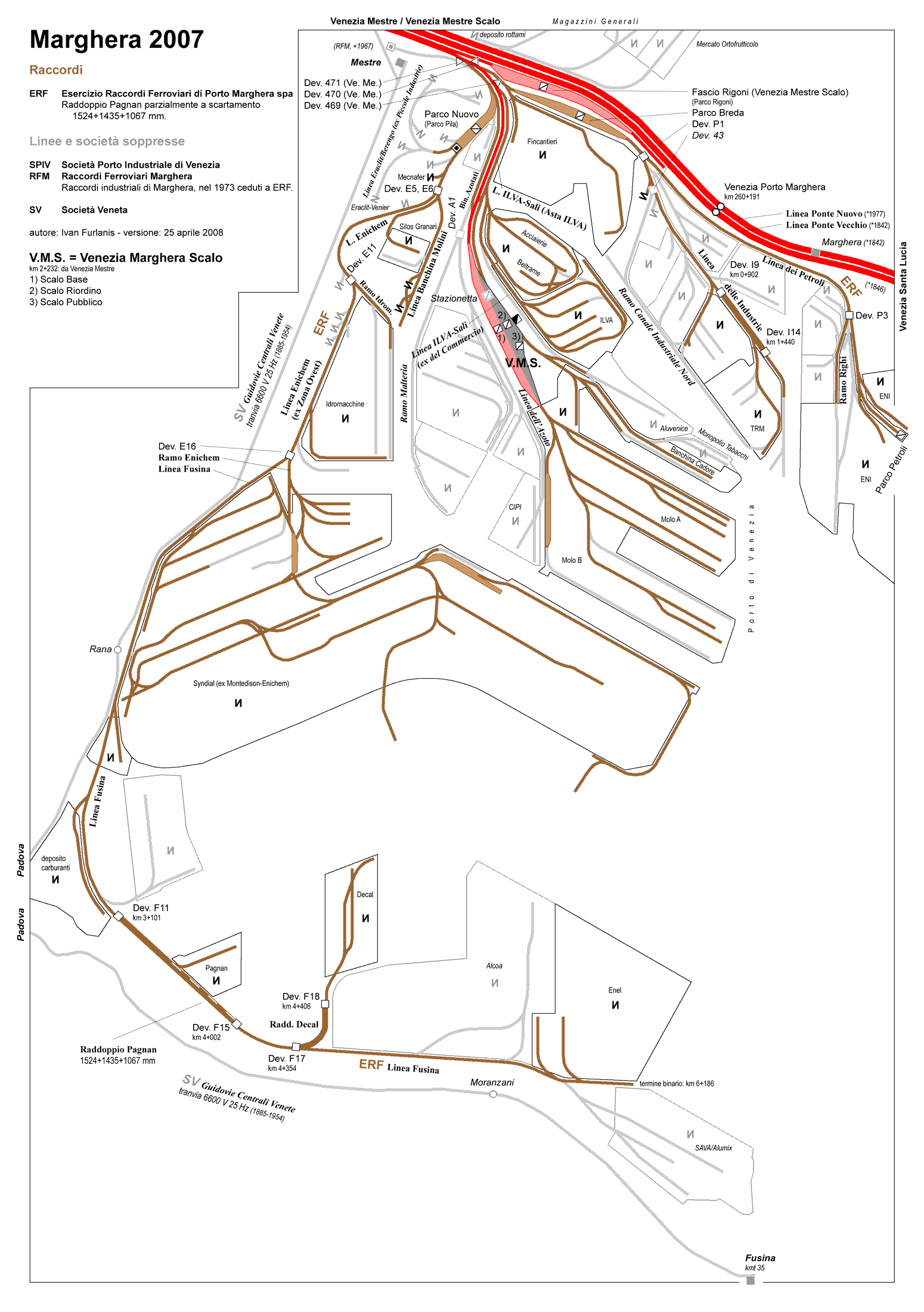
La zona industrial és el port de Marghera

Abans de la construcció del port i el barri residencial la zona era una zona afectada pel paludisme coneguda com i Bottenighi. Tenia estructures hidràuliques per conduir les aigües dels rius.
El 1805 el vil·latge va ser derruït per formar el complex defensiu de Forte Marghera.
A finals del segle xix i principi del segle XX Venècia va construir-hi el seu complex industrial a base de bonificar (per evitar el paludisme) la zona de Bottenighi. El 1926 un decret de Mussolini va suspendre l'autonomia de Mestre, Zelarino, Favaro Veneto i Chirignago i part de Mira (la zona anomenada Malcontenta), per passar a ser part del municipi Venècia.
Durant la Segona Guerra Mundial el port va esdevenir un objectiu de les forces aliades que el bombardejaren i la producció insustrial no es va poder reprendre fins a la dècada de 1950 passant aleshores a ser un dels principals pols industrials d'Itàlia. Una de les principals indústries va ser la de producció de nitrogen per fertilitzants.